# Peter Vilandos
Panayote „Peter“ Vilandos (* 30. Mai 1940; † 24. Juli 2022) war ein professioneller amerikanisch-griechischer Pokerspieler. Er trug den Spitznamen Pete the Greek und war dreifacher Braceletgewinner der World Series of Poker.

## Persönliches
Vilandos immigrierte im Alter von 27 Jahren in die Vereinigten Staaten und zog nach Houston. Dort machte er an der University of Houston einen Abschluss in Elektrotechnik.

## Pokerkarriere

### Werdegang
Vilandos war im Mai 1993 erstmals bei der World Series of Poker (WSOP) in Las Vegas erfolgreich und kam bei einem Event der Variante Limit Hold’em in die Preisränge. Ende August 1993 belegte er beim Championship Event des Jim Brady Month den zweiten Platz und erhielt mehr als 130.000 US-Dollar Preisgeld. Bei der WSOP 1995 gewann Vilandos ein Turnier in Pot Limit Hold’em und damit knapp 150.000 US-Dollar sowie ein Bracelet. Bei der World Series of Poker 2009 belegte er einen zweiten Platz beim vierten Event und gewann anschließend Turnier #24 und damit sein zweites Bracelet. Diese Erfolge brachten ihm zusammen mehr als eine Million US-Dollar an Preisgeld ein. Bei der WSOP 2012 gewann Vilandos sein drittes Bracelet bei einem Event in No Limit Hold’em und erhielt eine Siegprämie von mehr als 950.000 US-Dollar, sein  höchstes Preisgeld. Seitdem blieben größere Turniererfolge aus.
Insgesamt hat sich Vilandos mit Poker bei Live-Turnieren mehr als 3 Millionen US-Dollar erspielt.

### Braceletübersicht
Vilandos kam bei der WSOP 37-mal ins Geld und gewann drei Bracelets:
| Jahr | Buy-in (in $) | Turnier           | Teilnehmer | Preisgeld (in $) |
| ---- | ------------- | ----------------- | ---------- | ---------------- |
| 1995 | 1500          | Pot Limit Hold’em | 0264       | 148.500          |
| 2009 | 1500          | No-Limit Hold’em  | 2506       | 607.256          |
| 2012 | 5000          | No-Limit Hold’em  | 1001       | 952.694          |